# Expédition allemande au Tibet (1938-1939)

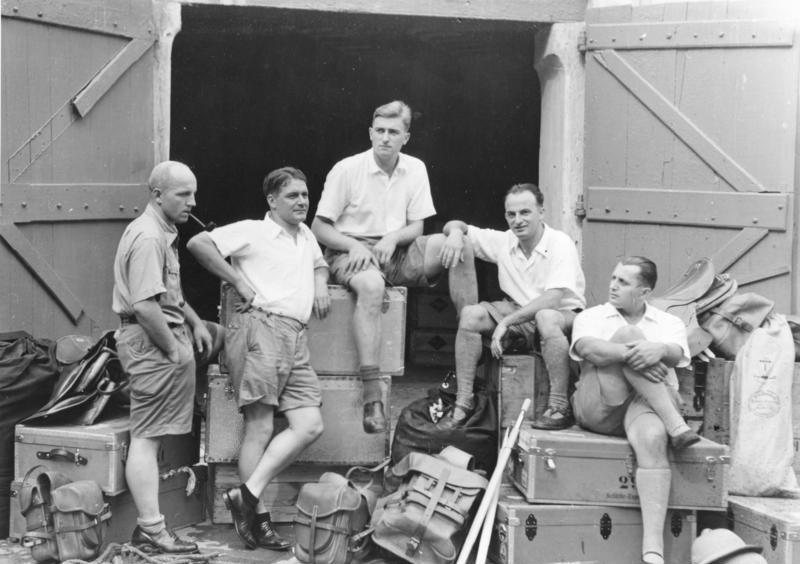
Les membres de l'expédition à Calcutta en 1938 : de gauche à droite : Wienert, Schäfer, Beger, Ernst Krause, Geer.

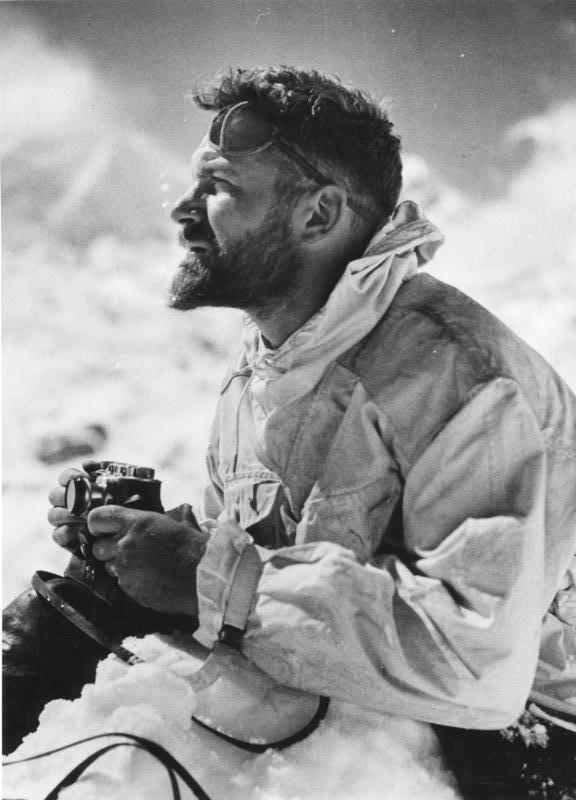
Ernst Schäfer, sur le glacier de Zemu, au Sikkim (1938).

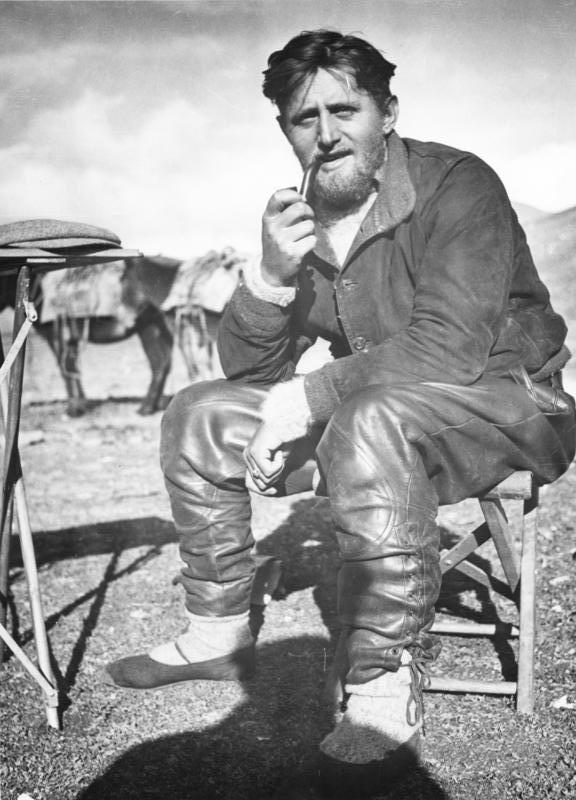
Edmund Geer au campement du lac Gayamtsona, Tsomo Dramling, un lac du Sikkim (1938).

Pour les articles homonymes, voir Expédition allemande au Tibet.
L'expédition allemande au Tibet de 1938-1939, en allemand Deutschen Tibet-Expedition Ernst Schäfer (l'« expédition allemande au Tibet Ernst Schäfer ») est la première expédition allemande officielle à pénétrer au Tibet et atteindre Lhassa,. Dirigée par le scientifique Ernst Schäfer, elle est placée sous le patronage du Reichsführer-SS Heinrich Himmler et l'égide nominale de l'Institut d'anthropologie raciale Ahnenerbe. Elle se déroule de mai 1938 à août 1939. Elle est composée, outre de Schäfer, de Edmund Geer (chef d'expédition et technicien), Ernst Krause (entomologiste, photographe et preneur de vues), Karl Wienert (géophysicien) et Bruno Beger (anthropologue et ethnologue),.  
Après avoir gagné l'Inde britannique puis le Sikkim, l'expédition franchit la frontière tibéto-indienne en octobre 1938, arriva à Lhassa le 19 janvier 1939 et y resta deux mois. Ils furent accueillis à l'extérieur de Lhassa par Chang Wei-pei, ancien opérateur radio, promu chef de la Mission chinoise à Lhassa et faisant fonction de représentant de la République de Chine,. Les membres établirent de bons rapports avec les élites tibétaines, dont le régent et 5e Réting Rinpoché, Jamphel Yeshe Gyaltsen. Ils recueillirent quantité de plantes et d'animaux et firent des mesures géomagnétiques et des observations ethnologiques et anthropologiques.
L'intérêt scientifique réel de cette expédition est controversé du fait des objectifs géostratégiques et racistes du Troisième Reich.

## Désignations de l'expédition

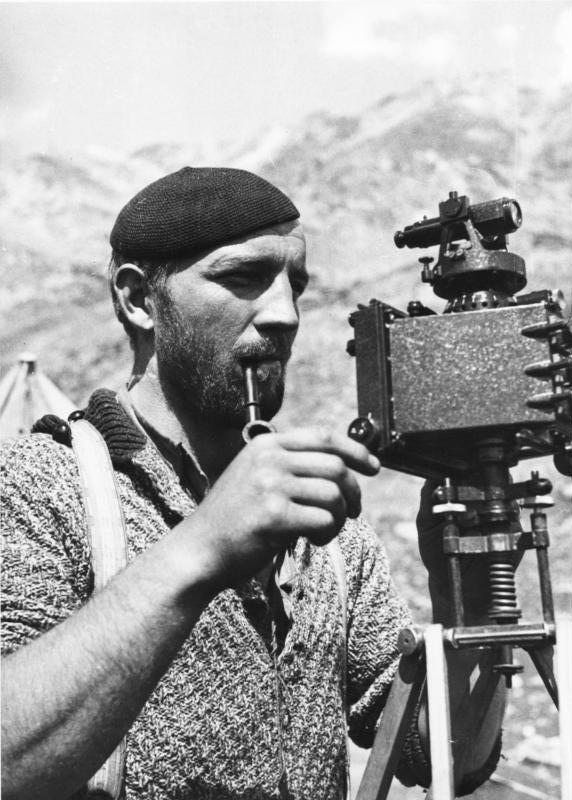
Karl Wienert manipulant son photogrammètre à Pennam (1938).

Pendant la préparation de l'expédition, Ernst Schäfer choisit comme désignation « Expédition Schaefer 1938/1939 » sur son en-tête de papier à lettres et pour ses demandes de subventions auprès d'hommes d'affaires,. Cependant, sur l'ordre de l'Ahnenerbe, cette désignation fut changée en « Expédition allemande Ernst Schäfer au Tibet » (en grandes lettres), « sous le patronage du Reichsführer-SS Himmler et en rapport avec l'Ahnenerbe » (en  petites lettres),,. L'écrivain et réalisateur de télévision britannique Christopher Hale rapporte que Schäfer prit grand soin de retirer la ligne en petites lettres lorsqu'il arriva à Gangtok en Inde britannique. Si « cela a fait dire à certains historiens allemands que Schäfer était indépendant de la SS et qu'il avait été en mesure de faire de la « science pure » », Hale affirme que « ce n'est pas le cas » : « Himmler demeurait le parrain de l'expédition et Schäfer n'avait manifestement aucun intérêt à perdre son soutien ». « Expédition allemande au Tibet Ernst Schäfer » est le sous-titre choisi par Schäfer lui-même dans son livre de 1943, Geheimnis Tibet. 
La dénomination SS-Tibet-Expedition (« expédition SS au Tibet ») est employée par Ernst Schäfer lui-même dans la revue Atlantis, dans la revue SS Das Schwarze Korps (« Le Corps noir ») et autres périodiques nazis (afin d'en faire connaître les buts et le rôle dans les visées de conquête mondiale du national-socialisme). Elle se retrouve également dans des journaux allemands, et dans une revue scientifique de l'époque. Detlev Rose note qu'une dénomination courante de l'expédition dans les journaux allemands de l'époque était SS-Tibet-Expedition, mais il met en question la validité de cette dénomination. À l'issue de la Seconde Guerre mondiale, cet intitulé est celui repris par le renseignement militaire américain en Europe en février 1946, puis par les archivistes du fonds Heinrich Himmler à la Hoover Institution. Il est employé  aussi par Mechtild Rössler, un docteur en géographie, dans un livre sur la science dans le Troisième Reich (2001), ou par l'écrivain Peter Levenda (2002).

## Origines de l’expédition

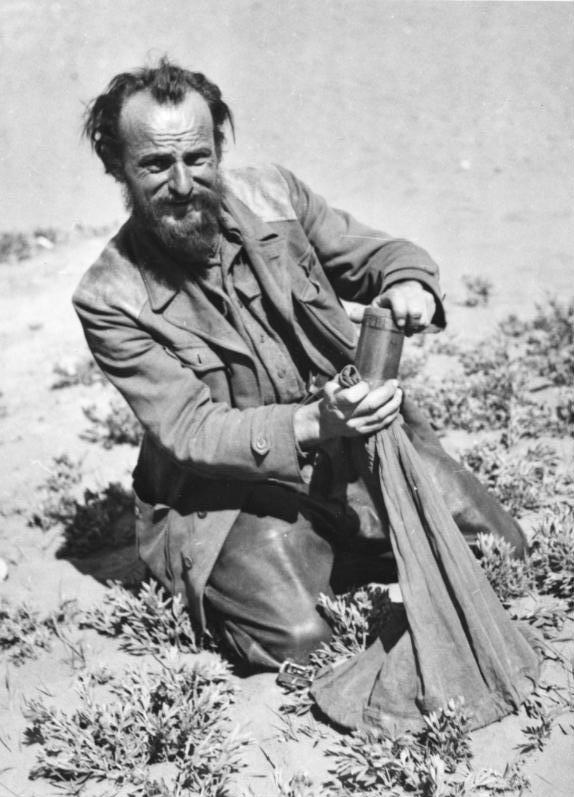
Ernst Krause tenant un piège à abeilles à Pennam (1938).

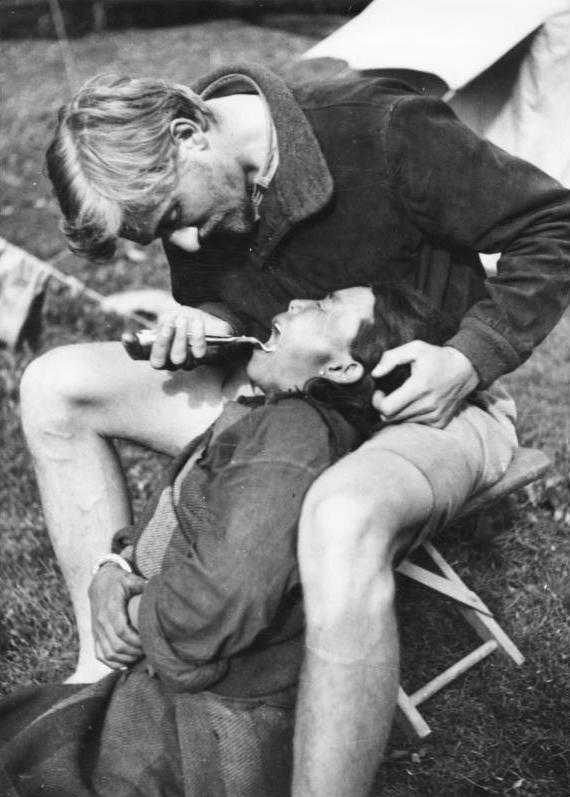
Bruno Beger faisant office de dentiste à Lachen au Sikkim (1938).

Selon Detlev Rose, le Reichsfuehrer-SS Himmler tenta de profiter de la réputation d'Ernst Schäfer pour la propagande nazie et s’enquit de ses projets d'avenir. Ernst Schäfer lui répondit qu’il voulait mener une autre expédition au Tibet. Il aurait souhaité placer son expédition sous le patronage du département culturel des affaires étrangères ou sous celui de la Deutsche Forschungsgemeinschaft (« Communauté scientifique allemande ») comme l’indiquent ses démarches. 
Selon la tibétologue Isrun Engelhardt, de l'université de Bonn, Himmler était fasciné par le mysticisme asiatique et souhaitait qu'une telle expédition s'effectue sous les auspices de l’Ahnenerbe (la société SS « Héritage des Ancêtres »), et que Schäfer développe une recherche fondée sur la théorie pseudo-scientifique de Hans Hörbiger, « la cosmogonie glaciaire », promue par l'Ahnenerbe. Schäfer avait des objectifs scientifiques, il refusa donc d’incorporer à son équipe Edmund Kiss, un adepte de cette théorie, et exigea que douze conditions soient réunies pour obtenir une liberté scientifique. En conséquence, Wolfram Sievers de l'Ahnenerbe critiqua les objectifs de l'expédition, si bien que l'Ahnenerbe ne le subventionna pas. Himmler  accepta que l'expédition s’organise à la condition que tous ses membres deviennent des SS. Pour réaliser son expédition, Schäfer dut accepter des compromis.
Pourtant, dans une conférence qu'il donna devant les alpinistes de l'Himalayan Club britannique en 1938, Schäfer décrit ses rapports avec Himmler en termes élogieux bien que, selon Christopher Hale, ce genre d'auditoire ne fût guère de ceux devant lesquels vanter sa loyauté à Himmler : « Étant membre de la Garde noire depuis longtemps, j'étais aux anges que le plus haut dirigeant de la SS, lui-même amateur féru de science, s'intéressât à mes explorations. Aucun besoin de convaincre le Reichsführer SS : il partageait mes idées, il promit simplement de m'apporter toute l'aide nécessaire ». 
Selon Alexander Berzin, l'expédition répond à l'invitation officielle du gouvernement tibétain qui, alors qu'il renoue avec le Japon, souhaite tenir la balance égale entre les Britanniques et les Chinois d'une part et les Japonais et les Allemands d'autre part.

## Financement
Ernst Schäfer avait besoin du soutien de Himmler pour obtenir des devises étrangères, ce qui était très difficile durant la période du nazisme. Selon Christopher Hale, les coffres de la SS étaient vides. Selon Isrun Engelhardt, Ernst Schäfer dut rechercher lui-même les financements, 80 % venaient du Werberat der deutschen Wirtschaft (Conseil publicitaire de l'économie allemande (en)) ainsi que de grandes entreprises allemandes, Deutsche Forschungsgemeinschaft (le Conseil de la recherche du Reich) et Brooke Dolan II. Le cercle des amis de Himmler subventionna uniquement le vol de retour en Allemagne. 
L'expédition fut financée, d'après un rapport du renseignement militaire américain en Europe daté de 1946, par divers contributeurs publics et privés :
- Werberat der Deutschen Wirtschaft (Conseil de la propagande pour l'économie allemande) : 40 000 RM ;
- I.G. Farbenindustrie (par l'entremise de Filchner, explorateur du Tibet) : 35 000 RM ;
- Illustrierter and Voelkischer Beobachter (Éditions Eher, qui revendiquèrent par la suite le parrainage de l'expédition) : 40 000 RM ;
- Reichsforschungsdienst (Services de recherche du Reich) : 6 000 RM
- Deutsche Forschungsgesellschaft (société de recherche allemande) : 10 000 RM
- Hecker, chef de Ilseder Huette : 2 000 RM
- Phoenix Rubber Works, à Harburg (usine du père de Schäfer) : 3 000 RM
- Academy of Natural Sciences, à Philadelphie : 1 000 $
- Sommes diverses provenant de petites sociétés ou d'associations.

Bien que l'intitulé de l'expédition indique qu'elle était en relation avec l'Ahnenerbe, cette dernière, selon Isrun Engelhardt, n'a pas subventionné l'expédition, ce que Christopher Hale confirme, ajoutant que le financement provenait néanmoins d'organismes entretenant des liens très étroits avec l'État nazi comme le Werberat der Deutschen Wirtschaft, qui faisait partie du ministère de la propagande de Goebbels, et le Voelkischer Beobachter, qui était le journal officiel des nazis. 
Enfin, les devises sans lesquelles l'expédition n'aurait pas été possible, furent mises à la disposition des explorateurs par Göring à la demande de Himmler.

## Déroulement

### Membres

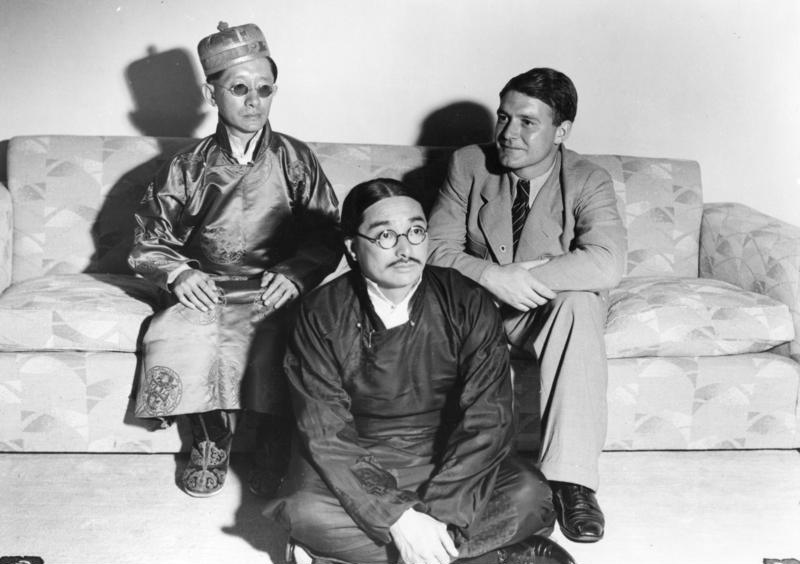
Ernst Schäfer avec Tashi Namgyal, le Maharajah du Sikkim, et son secrétaire, Tashi Dadul.

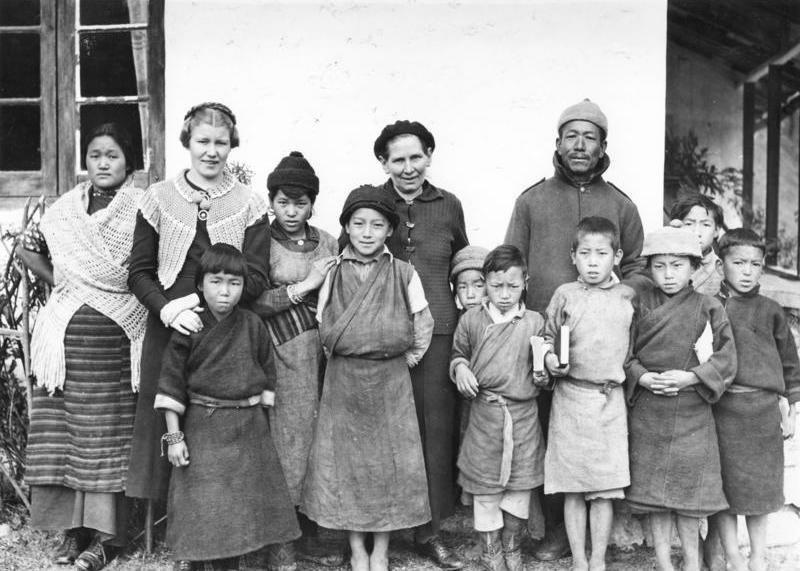
École d'une mission à Lachen, une missionnaire finlandaise avec son assistante et un pasteur aborigène.

Selon Kathy Brewis, elle était composée de cinq membres (outre Schäfer, déjà promu Obersturmführer (lieutenant), quatre Untersturmführer (sous-lieutenants) SS : Edmund Geer, le chef d'expédition et technicien ; Ernst Krause, un entomologiste, également photographe et preneur de vues cinématographique de l'expédition ; Karl Wienert, un géophysicien ; Bruno Beger, un anthropologue et éthnologue,. Krause et Wienert n'étaient pas membres de la SS au départ, mais ils furent nommés d'office .

### Préparatifs
Les préparatifs de l'expédition s'échelonnèrent de janvier à avril 1938.
Schäfer, qui avait opté de gagner le « pays interdit » depuis l'Inde britannique et le Sikkim, se rendit à Londres pour obtenir des lettres de recommandation de la part de diverses personnalités : sir Francis Sykes, sir John Anderson, Lord Zetland, J. E. Pryde-Hughes, sir Francis Younghusband, Lord Astor (chef de proue du Cliveden Set, une coterie aristocratique germanophile), Frank Wallace, Saunolt Kaulback.

### Départ
Partie le 19 avril 1938, l'expédition s’embarque à Gênes pour arriver à Colombo puis à Calcutta le 13 mai. La presse allemande saisit alors l'occasion pour rompre le secret, jusque-là bien gardé, sur l'expédition SS. Apprenant le patronage de la SS, la presse anglo-indienne fait paraître des articles hostiles à l'expédition. Schäfer obtient cependant le soutien du ministre des Affaires étrangères, sir Aubrey Metcaffe et du vice-roi, Lord Linlithgow, et la permission d'adresser au gouvernement de Lhassa une demande pour entrer au Tibet. 
Schäfer reçoit un télégramme du consul général de Calcutta, l'informant que le gouvernement tibétain refuse à l'expédition l'autorisation d'entrée au Tibet.

### Séjour au Sikkim

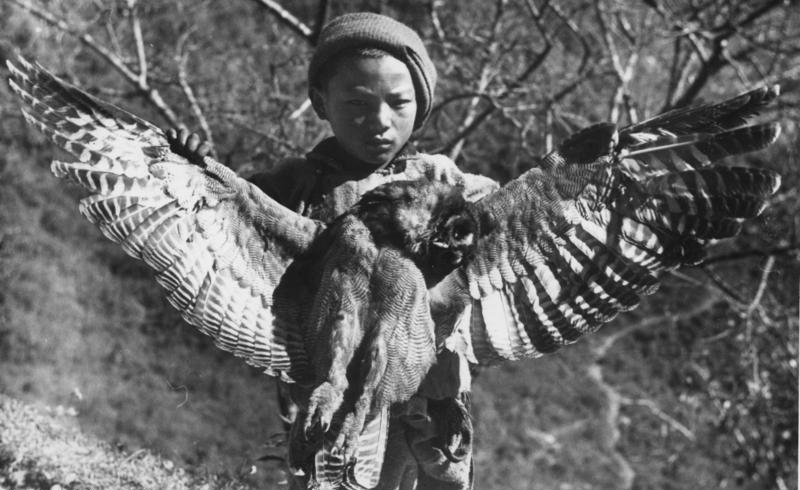
Jeune garçon tibétain tenant un grand hibou mort à Gangtok (1938).

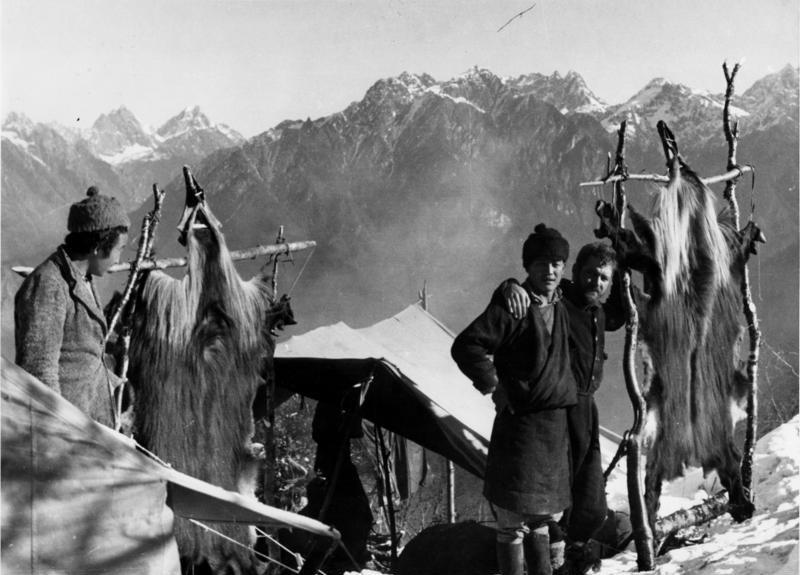
Peaux de Jharal au séchage.

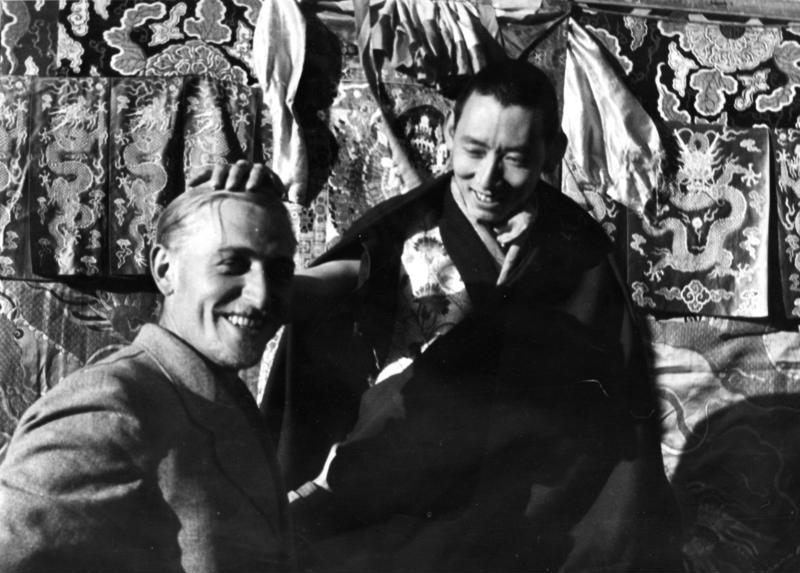
Le régent du Tibet Jamphel Yeshe Gyaltsen posant sa main sur la tête de l'anthropologue Bruno Beger à Lhassa en 1939.

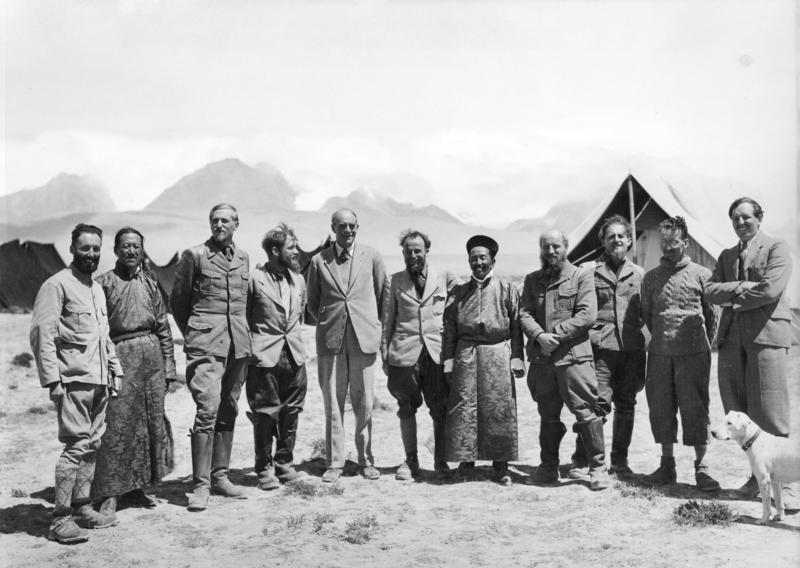
Tous les membres de l’expédition, avec sir Basil Gould à Gangtok en 1938.

Selon Isrun Engelhardt, après quelques mois passés au Sikkim, quand Schäfer apprit que l'entrée du Tibet était toujours interdite, il se joua des Britanniques et suivit les conseils de Francis Younghusband de « traverser furtivement la frontière ». Il réussit à passer en territoire tibétain pour une courte période et y établit des liens amicaux avec des officiels tibétains locaux qui firent suivre sa demande au gouvernement tibétain. Dans celle-ci, il rappelait connaître le 9e panchen-lama et demandait à être le premier allemand à visiter Lhassa. Quelques semaines plus tard, les membres de l'expédition recevaient une lettre officielle du Kashag portant ses cinq sceaux autorisant les cinq Allemands à rester deux semaines à Lhassa.
Selon le philosophe Claudio Mutti, après avoir obtenu des autorités anglo-indiennes un visa de six mois pour le Sikkim, le petit État himalayen semi-indépendant qui constitue la porte d'accès au Tibet la plus favorable, l’expédition part en train de Calcutta début juillet et fait halte à Gangtok, la capitale. Elle y  établit de bonnes relations avec les autorités locales, dont Tashi Namgyal, le Maharajah
De là l'expédition continue vers le nord : une caravane de dix indigènes et cinquante mulets avance lentement à cause des pluies de la mousson, de la boue et des éboulements.  Elle s'arrête deux semaines près de Thanggu (à 4 500 m), le camp est dressé à Gayokang, aux pieds du Kanchenjunga (8 585 m) ; pendant quelques semaines ce camp est la base dont partent diverses missions de recherche.
En octobre, franchissant la frontière sans autorisation, Schäfer se rend à la résidence estivale du roi de Tharing à Doptra-Dzong au Tibet, où promesse lui est faite que l'expédition sera recommandée auprès des autorités de Lhassa,.
Sachant que les Tibétains voient dans le swastika un signe de bonne fortune éternelle, Schäfer, pour s'attirer les bonnes grâces de ses contacts tibétains, fit valoir auprès d'eux que son expédition était la rencontre du swastika oriental et du swastika occidental.
Selon Claudio Mutti, fin septembre, ayant effectué leurs recherches dans la partie tibétaine du Sikkim, les membres de l'expédition reviennent à Gangtok pour assister à l'annuelle « danse de guerre des dieux ». Wiener et Beger vont jusqu'à l'Himalaya, pendant que Krause et Geer vont terminer des prises cinématographiques et des recherches zoologiques dans la zone de Gayokang. Pendant que le groupe se reconstitue, le camp reste pendant quelque temps aux pieds du Kanchenjunga. Après une série de recherches dans le territoire de Lachen et l’ascension de la paroi du Pimpo Kanchen, le 1er décembre les membres de l'expédition  reçoivent une invitation du Régent du Tibet à passer deux semaines à Lhassa, où jusqu'alors aucun Allemand n'avait mis les pieds.

### Séjour à Lhassa

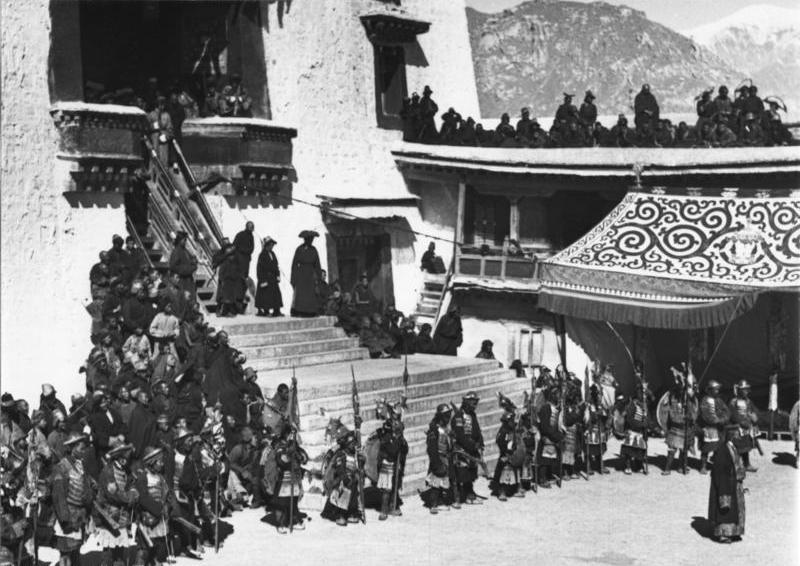
Devant l'entrée du palais blanc au Potala, danses lors du nouvel an tibétain.

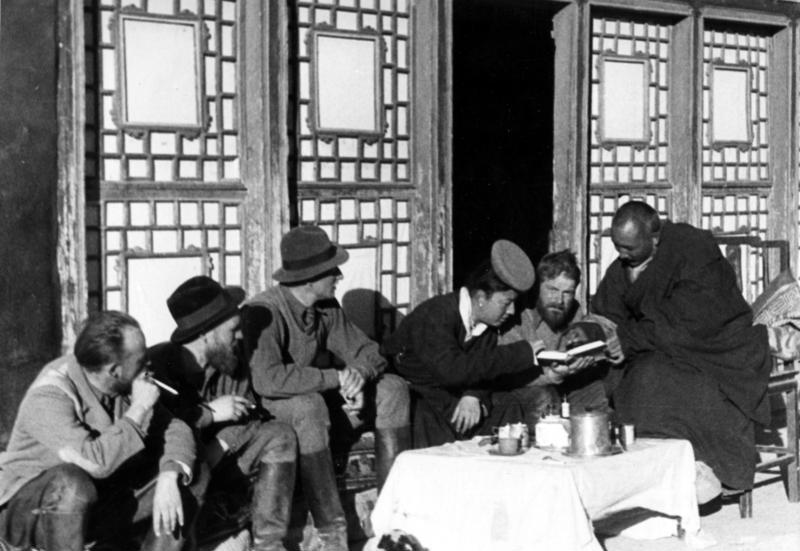
Lhassa, les membres de l'expédition ont de la visite : de gauche à droite, Krause, Wienert, K. A., Schäfer, Mondro.

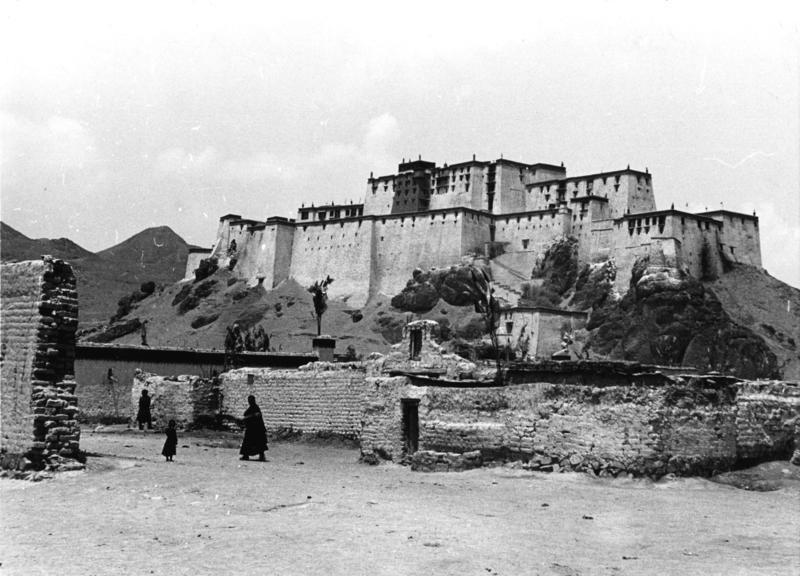
La forteresse de Shigatse.

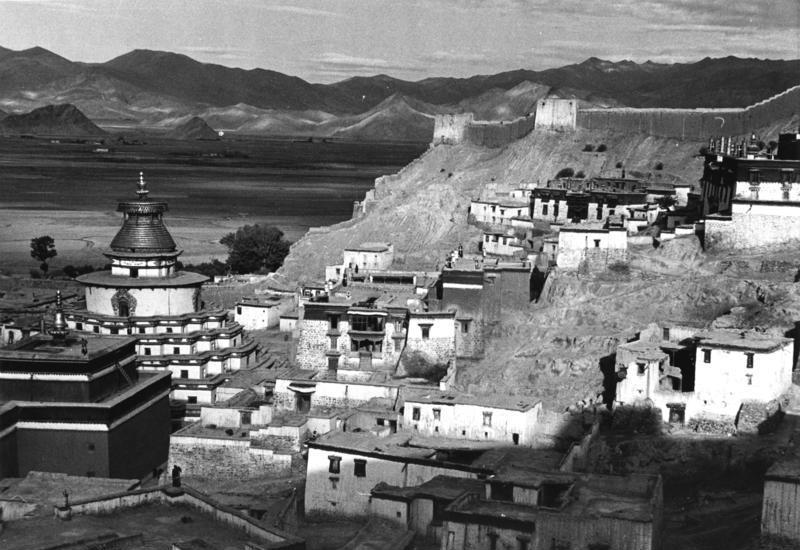
Gyantsé et son chörten.

Selon Christopher Hale, l'expédition arrive à Lhassa le 19 janvier 1939 et y reste finalement non pas deux semaines mais deux mois, pendant lesquels ses membres sont fêtés par les élites tibétaines. Selon Isrun Engelhardt, Schäfer réussit à allonger la durée du séjour de la mission à plusieurs reprises, ce qui explique pourquoi ses membres purent rester deux mois. Schäfer rencontre le régent et 5e Réting Rinpoché, mais non le 14e dalaï-lama, lequel, alors âgé de 4 ans, est encore dans son Amdo natal (Qinghai),. Selon Christopher Hale, à l'occasion d'un des longs entretiens qu'il a avec le régent, qui est toujours prêt à le rencontrer, ce dernier lui demande à brûle-pourpoint si l'Allemagne est intéressée à vendre des armes au Tibet.

### Séjours à Gyantsé et à Shigatse

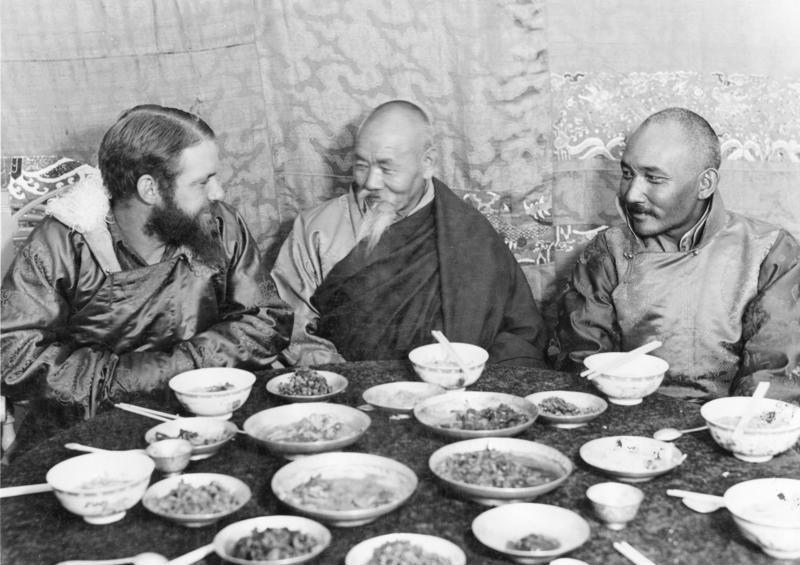
Ernst Schäfer avec Ngagchen Rinpoché et Möndro à Shigatsé.

Selon Claudio Mutti, ce n’est que le 19 mars que l’expédition quitte Lhassa, accompagnée par un haut fonctionnaire jusqu'à Gyantsé. Après avoir exploré les ruines de l'ancienne capitale Jalung Phodrang, inhabitée depuis un millénaire, et après une marche de six cents kilomètres jusqu'au lac de Yamdrok, le 25 avril les explorateurs gagnent Shigatsé, résidence des panchen-lama. L'accueil est chaleureux comme à Lhassa : toute la population accourt leur souhaiter la bienvenue,. Claudio Mutti écrit que le panchen-lama reçoit officiellement la mission allemande et signe un document d'amitié avec le Troisième Reich. Cependant, le 9e panchen-lama est mort en 1937, tandis que son successeur, le 10e panchen-lama n'arrive à Shigatsé qu'après 1951. Toutefois, dans le rapport du renseignement militaire du théâtre européen, Ernst Schäfer affirme avoir parlé au « régent pro-allemand de Shigatsé », le régent étant un personnage nommé dans l'inter-règne entre deux panchen-lamas,. 
Le 19 mai, l’expédition entreprend de regagner Gyantsé, qui est rejointe en trois jours. Là, des négociations ont lieu avec les fonctionnaires anglais présents sur place au sujet du retour en Inde et du transport du matériel.

### Communications avec l'Allemagne
Pendant toute la durée de son séjour, Ernst Schäfer resta en contact avec son pays grâce au courrier postal mais aussi à la radio de la Légation chinoise mise gracieusement à leur service. Himmler, pour sa part, suivit l'expédition avec enthousiasme, écrivant à Schäfer plusieurs lettres et lui souhaitant même un joyeux Noël 1938 par ondes courtes.

### Accueil fait à l'expédition
Selon Bruno Beger, l'arrivée de l'expédition ayant été annoncée à l'avance, ses membres furent bien accueillis partout et approvisionnés de ce dont ils avaient besoin d'un bout à l'autre de leur périple tibétain : le long de la vallée de Chumbi, puis de Gyantsé à Lhassa, puis de là en passant par Samye dans la vallée du Yarlung jusqu'à Shigatse et enfin de retour à Gangtok en passant par Gyantsé. À Lhassa même, ils furent reçus avec des démonstrations d'amitié et entretinrent des rapports étroits avec des responsables gouvernementaux et d'autres personnes influentes.

## Buts allégués

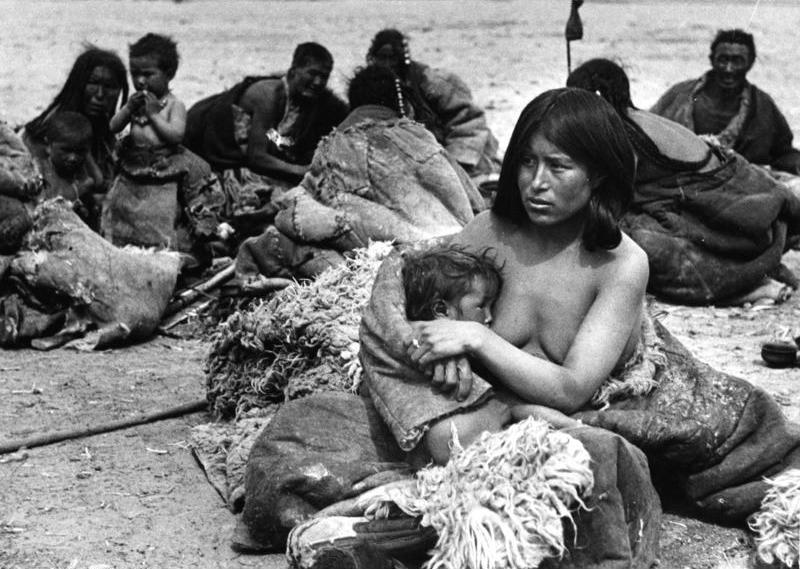
Femme et enfant dans un camp de nomades golok.

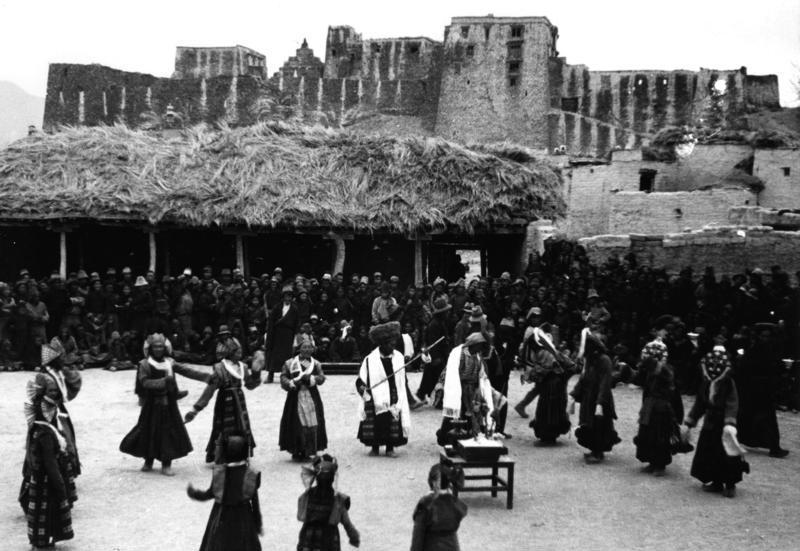
Chitishio, spectacle d'opéra (Lhamo), devant le dzong de Gongkar, 1939.

« La tâche principale de l'expédition » était, selon les termes employés par le ministre de la propagande Joseph Goebbels dans une note secrète aux journaux en 1940, « de nature politique et militaire » et n'avait « pas grand chose à voir avec la résolution de questions scientifiques ».

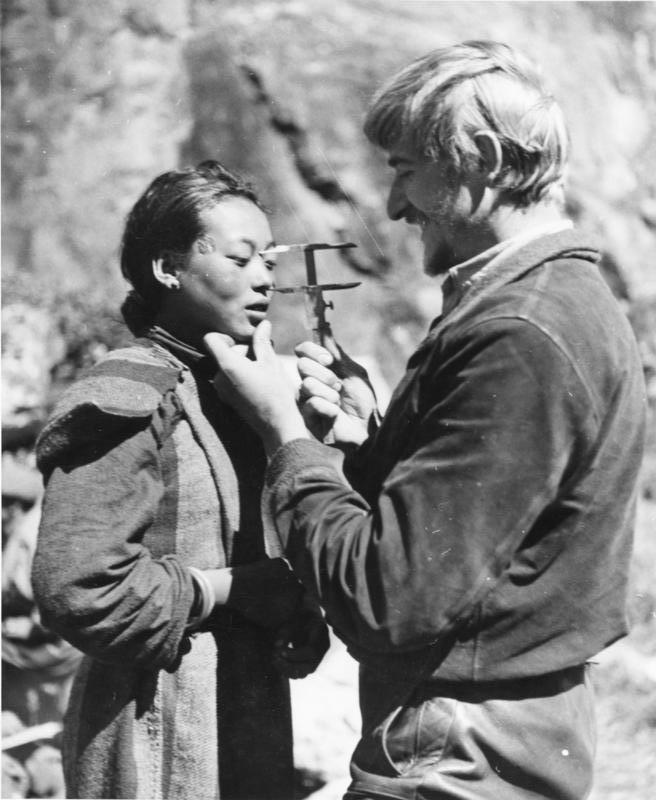
Bruno Beger prenant des mesures anthropométriques à Lachen, au Sikkim.

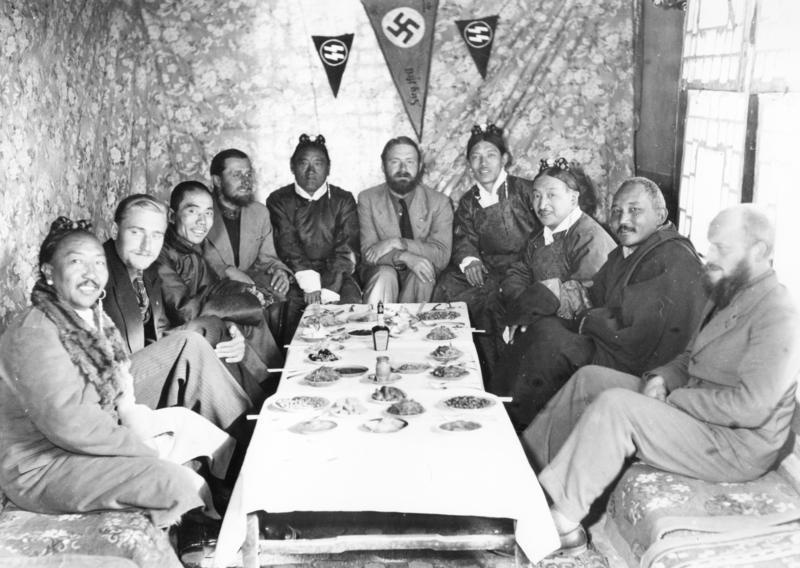
Sous le swastika dextrogyre, encadré du sigle SS, les membres de l'expédition recevant les dignitaires tibétains et le représentant de la Chine à Lhassa; à gauche : Ringang, Beger, Chang Wei-pei, Geer ; au centre: Tsarong Dzasa, Schäfer; à droite : Jigmé Taring, Yabshi Langdün, Wienert, Möndro.

Selon Claudio Mutti, il importait pour Himmler de se mettre en rapport avec le régent du Tibet. 
Selon le journaliste chinois Ren Yanshi, qui cite Wochenpresse (de), un hebdomadaire autrichien paru entre 1955 et 1993, la tâche première de l'expédition était d'étudier la possibilité de faire du Tibet une base d'où attaquer les troupes britanniques stationnées en Inde. Sa deuxième mission était de vérifier la thèse raciale de Himmler selon laquelle un groupe d'Aryens de sang pur s'étaient installés au Tibet.
Selon le journaliste américain Karl E. Meyer (en), l'un des buts de l'expédition était d'établir des cartes et de faire le relevé des cols susceptibles d'être utilisés pour envoyer depuis le Tibet des guérilleros sur le territoire des Indes britanniques.
En 1995, l'anthropologue Édouard Conte, directeur de recherches au CNRS, affirme que la mission avait pour objectif idéologique de chercher à prouver certaines thèses racialistes sur l'origine de la « race aryenne ». Les mensurations du crâne de Tibétains et le moulage de leur visage effectués par un des membres de l'expédition, l'anthropologue Bruno Beger, étayeraient cette thèse. En 2006, Detlev Rose remet en cause cette interprétation, suggérant une « démarche rigoureusement scientifique » de la part de l'expédition et de Bruno Beger, lequel a réalisé des mesures anthropomorphiques « en respectant les critères médicaux et biologiques de l'époque » . Il s'appuie aussi sur le fait que les écrits de Beger n'emploient pas les vocables national-socialistes tels que « aryens » .  De même, en 2016, Detlev Rose se réfère à l'ouvrage de 2006 de Peter Mierau sur les expéditions en Asie à l'époque nazi pour affirmer que si Himmler évoquait la possibilité d'y trouver des indices d'une culture aryenne, les participants lui opposaient l'aspect scientifique de leur recherche. 
Pour le journaliste Laurent Dispot, il s'agissait de conquérir Lhassa comme nœud stratégique sur l'axe Berlin-Tokyo . Quatre tibétologues, Anne-Marie Blondeau, Katia Buffetrille, Heather Stoddard et Françoise Robin, suggèrent que la thèse de Laurent Dispot sur l'établissement de Lhassa comme nœud stratégique d'un axe Berlin-Tokyo, relève de la théorie du complot et a pu s’inspirer de mythes propagés par des groupuscules néo-nazis et relayés par le gouvernement chinois.
Selon Gary Wilson, journaliste du Workers World, un journal marxiste-léniniste révolutionnaire, l'Allemagne nazie aurait souhaité prendre pied au Tibet, au Népal et en Inde, laissant la Chine à son allié, le Japon impérialiste.
En fait, selon Serge Caillet, la connexion entre le Tibet et les Nazis serait un mythe né du roman Les sept têtes du dragon vert, publié en 1933 sous le pseudonyme de Teddy Legrand. Il aurait été repris en partie et développé par Louis Pauwels et Jacques Bergier dans leur ouvrage Le Matin des magiciens, publié en 1960. Isrun Engelhardt, se fondant sur de nombreuses sources, a affirmé que le but de l’expédition n’était ni ésotérique ni politique et que la lettre écrite par le Réting Rinpoché à Hitler n’était qu’une lettre de politesse. 
Selon Nico Hirtt, enseignant, syndicaliste et chercheur marxiste, les autorités tibétaines, bien qu'officiellement neutres, auraient objectivement soutenu l'axe Berlin-Tokyo pendant la Seconde Guerre mondiale en empêchant l'approvisionnement des armées chinoises par la route, à partir de l'Inde . 
Selon plusieurs auteurs, Michael Harris Goodman, Thomas Laird et Roland Barraux, la réticence tibétaine à autoriser l’approvisionnement en Chine provenait en fait de la crainte d’une invasion chinoise,,. 
Selon le Ministère des affaires étrangères des États-Unis, qui publia un télégramme du Foreign Office britannique daté du 15 août 1942, Lhassa autorisa finalement l'ouverture temporaire de cette voie de communication, ayant reçu des assurances que ni la Chine ni la Grande-Bretagne n'exerceraient de juridiction au Tibet par l'intermédiaire des ayants droit à la libre circulation,. 

## Activités scientifiques

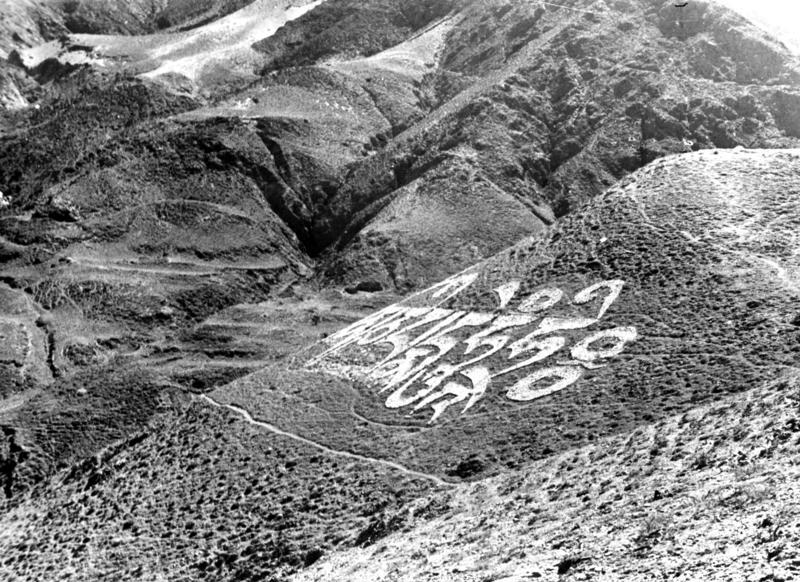
Inscription en tibétain sur le flanc d'un coteau.

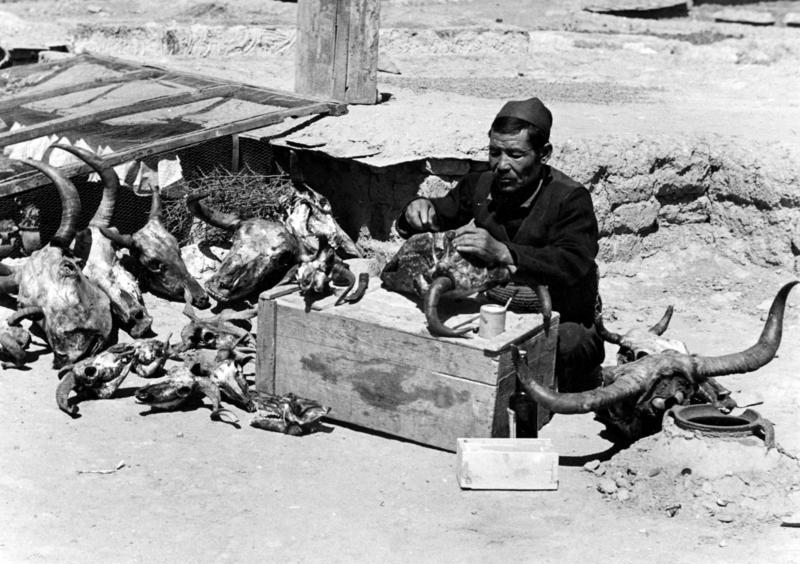
Taxidermiste à Shigatsé.

Les membres de l'expédition recueillirent une énorme quantité de plantes (en particulier des centaines de variétés d'orge, de blé, d'avoine) et d'animaux (dont des spécimens vivants). Les semences furent conservées à l'Institut de génétique des plantes des SS à Lannach, près de Graz (Autriche), organisme dirigé par le botaniste SS Heinz Brücher. Celui-ci espérait pouvoir tirer de cette collection, ainsi que d'une autre obtenue sur le front de l'Est, les moyens de sélectionner des plantes résistantes au climat de l'Europe orientale, considérée comme partie intégrante du Lebensraum (« espace vital ») nazi, et ce afin d'atteindre l'objectif de l'autarcie .
Wienert prit des mesures géomagnétiques. Krause étudia les guêpes tibétaines. Schäfer observa les rituels tibétains, dont les funérailles célestes (achetant quelques crânes au passage). Ils photographièrent et filmèrent des manifestations folkloriques, dont les fêtes du nouvel an à Lhassa. 
Bruno Beger effectua des mesures anthropométriques des Tibétains. Il prit les mensurations de 376 individus et fit des moulages de la tête, du visage, des mains et des oreilles de 17 autres, et releva les empreintes digitales et les empreintes de main de 350 autres. Il gagna les faveurs de l’aristocratie tibétaine en distribuant des médicaments et en soignant des moines ayant une maladie vénérienne, en échange de la possibilité d'effectuer ses recherches.
Schäfer nota méticuleusement ses observations sur les mœurs religieuses et culturelles des Tibétains de l'époque, depuis les fêtes lamaïstes jusqu'aux attitudes des habitants vis-à-vis du mariage, du viol, de la menstruation, de l'accouchement, de l'homosexualité et même de la masturbation. Ainsi, dans le compte rendu qu'il donne de l'homosexualité au Tibet, il va jusqu'à décrire les diverses positions prises par les moines avec les jeunes garçons puis se met en devoir d'expliquer le rôle important que joue l'homosexualité dans les hautes sphères politiques tibétaines. Les archives de l'expédition contiennent également des pages d'observations minutieuses sur les habitudes sexuelles des Lachung et autres peuples himalayens.
Selon Alex McKay, une analyse mesurée de cette mission fut apportée par Isrun Engelhardt. Ses recherches, fondées sur les archives allemandes, soulignent la nature scientifique de la mission et indiquent que l'intérêt des Nazis pour les images occultes qui ont fait la renommée du Tibet en Occident, fut largement exagéré. 
Pour l'écrivain Christopher Hale, « si les notions de « botanique nazie » et d'« ornithologie nazie » sont probablement absurdes, d'autres sciences ne sont pas si innocentes que cela » et « l'expédition de Schäfer représentait l'éventail de la science allemande dans les années 1930, ce qui a une importance considérable ». Il cite en exemple l'exploitation cruelle de l'anthropologie et de la médecine par le Troisième Reich. Toutefois, pour l'auteur allemand Detlev Rose, l'ouvrage de Hale ne résiste pas à une analyse critique sérieuse. La faiblesse de la thèse de Hale est encore plus évidente quand il cherche à accréditer l'avènement du Troisième Reich par les effets de théories occultistes ou conspirationnistes.

## Retour en Allemagne
Munis de deux lettres de courtoisie du Régent destinées à Hitler et à Himmler ainsi que de cadeaux pour le Führer (un habit de lama et un chien de chasse), Schäfer et ses compagnons quittèrent le Tibet en août 1939, emportant également un exemplaire de la « bible » tibétaine, le Kangyour (120 volumes en tout), des objets précieux et des animaux rares. Un hydravion les emmena de Calcutta à Bagdad puis à Berlin, où ils furent accueillis sur la piste de l'aéroport de Tempelhof par Himmler en personne.
Lors de son interrogatoire par le renseignement militaire américain en 1946, Schäfer déclara qu'à son retour du Tibet en août 1939, il avait rencontré Himmler pour lui exposer son projet d'une nouvelle expédition en cas de guerre : avec quelques hommes, il se rendrait au Tibet en avion, gagnerait les Tibétains à la cause allemande et mettrait sur pied un mouvement de résistance en s'inspirant de l'action de l'Anglais Lawrence pendant la Première Guerre mondiale. Ce projet toutefois n'eut pas de suite.
Une fois rentrés au pays, Wienert, Krause et Geer retournèrent à la vie civile et on n'entendit plus parler d'eux.
Beger devait s'illustrer par la suite, à Auschwitz, en 1943, par la mesure de cent détenus qui furent ensuite gazés et expédiés au département d'anatomie de l'université de Strasbourg,.
Schäfer se vit confier, dans le cadre de l'Ahnenerbe, la direction d'un tout nouvel institut des études asiatiques qu'il baptisa Sven Hedin Institut für Inner Asien und Expeditionen (« Institut Sven Hedin pour l'Asie centrale et les expéditions »), du nom de l'explorateur suédois Sven Hedin,. L'année 1943 vit aussi la sortie du film Geheimnis Tibet (« Tibet secret »), réalisé à partir des pellicules rapportées du Tibet. Il fut projeté à l'occasion de l'inauguration officielle de l'Institut Sven Hedin le 16 janvier 1943, en présence de l'explorateur suédois lui-même. Ce dernier, sous le coup de l'enthousiasme, s'écria : « Grandiose, merveilleux, ce que nous avons vu ici ! », et se tournant vers Schäfer : « Vous êtes l'homme qui devait continuer mes recherches et qui doit les continuer ».

## Legs
Le legs principal de l'expédition allemande au Tibet Ernst Schäfer est un fonds photographique de plusieurs milliers de clichés rendant compte de la vie au Tibet en 1938-1939. 
Ce fonds photographique a fait l'objet d'un ouvrage collectif réalisé sous la direction de Isrun Englehardt et publié en 2007 aux éditions Serindia. Cette étude, qui contient les relations d'un des interprètes sikkimais de l'expédition, Rapten Kazi, constitue la collection de documents photographiques la plus considérable qui existe sur le Tibet à la veille de la Seconde Guerre mondiale.

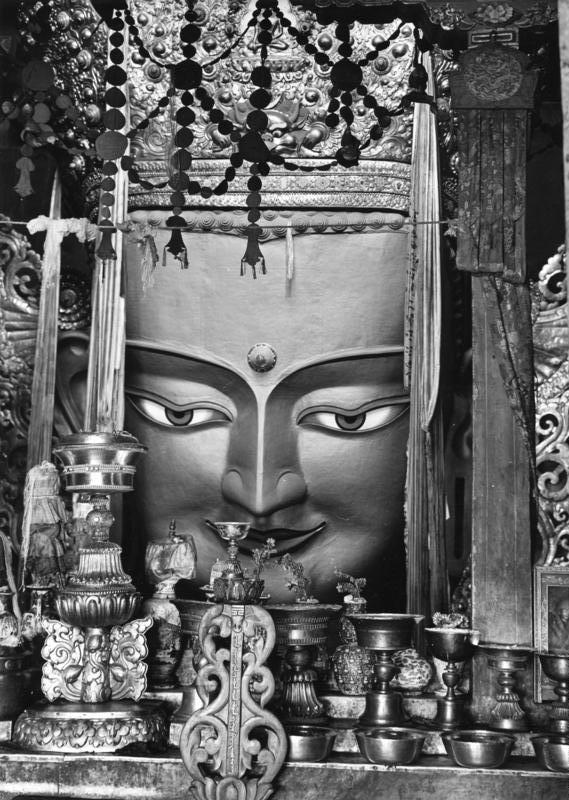
Statue de divinité au monastère de Tashilhunpo à Shigatsé.
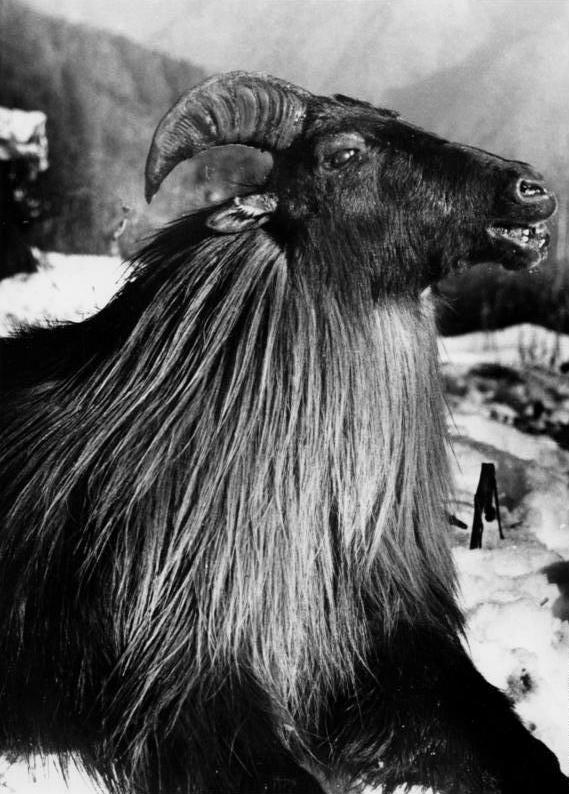
Chèvre sauvage ou (schapi), découverte par Schäfer[104].
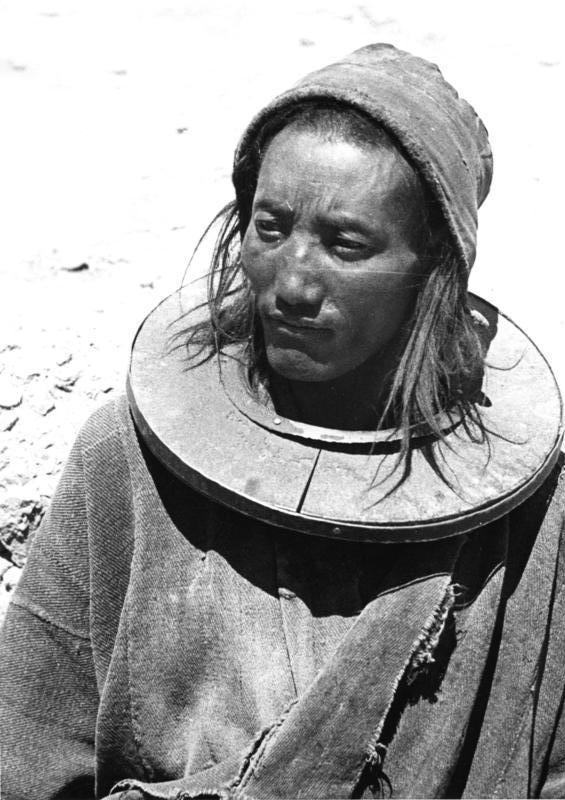
Shigatsé, criminel portant un carcan.
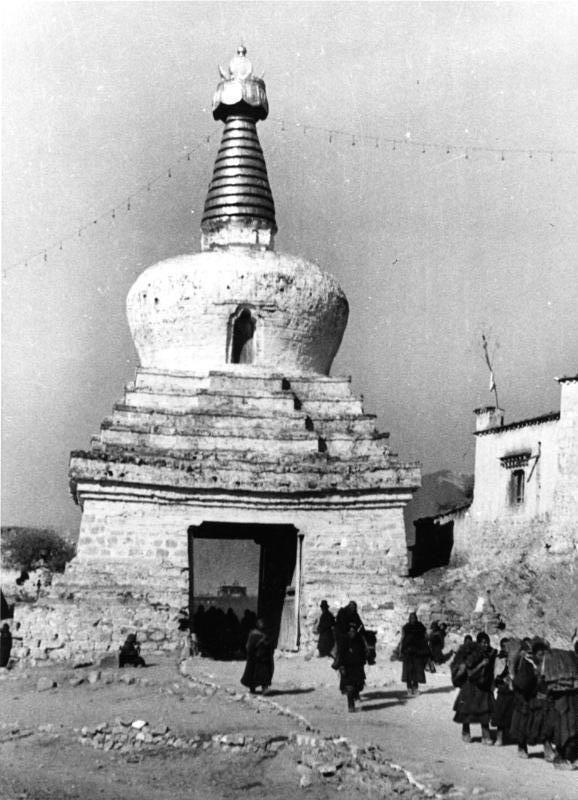
Groupe de lamas passant sous l'ancienne porte ouest de Lhassa, lors du Monlam.

Selon le gouvernement chinois, la collection d'objets tibétains du musée Heinrich Harrer à Hüttenberg devrait moins à Heinrich Harrer qu'à l'expédition d'Ernst Schäfer au Tibet.

## Livres et films sur l'expédition
Livres
- (de) Ernst Schäfer, Geheimis Tibet : Erster Bericht der Deutschen Tibet-Expedition Ernst Schäfer, 1938/39 ; Schirmherr Reichsführer SS H. Himmler, Munich, F. Bruckmann, 1943, 183 p.
- (de) Fest der weissen Schleier: Eine Forscherfahrt durch Tibet nach Lhasa, der heiligen Stadt des Gottkönigtums, Braunschweig, Vieweg, 1949, 199 p.
- (de) Über den Himalaja ins Land der Götter : Auf Forscherfahrt von Indien nach Tibet, Hamburg - Berlin, Dt. Hausbücherei, 1951, 214 p.
- (de) Unter Räubern in Tibet : Abenteuer in einer vergessenen Welt zwischen Himmel und Erde, Durach, Windpferd, 1989, 215 p.  (ISBN 3-89385-052-X)

Films
- (de) Geheimnis Tibet, 1943 (acteur, réalisateur, auteur) (autre titre : Lhasa-Lo - Die verbotene Stadt)[106].

Fiction
- Eugen Uricaru (ro) (1946-), Le poids d’un ange, roman, 2008, traduction française 2017, Les éditions Noir sur Blanc , 283 pages  (ISBN 978-2-88250-469-2)